# Marcel Landowski

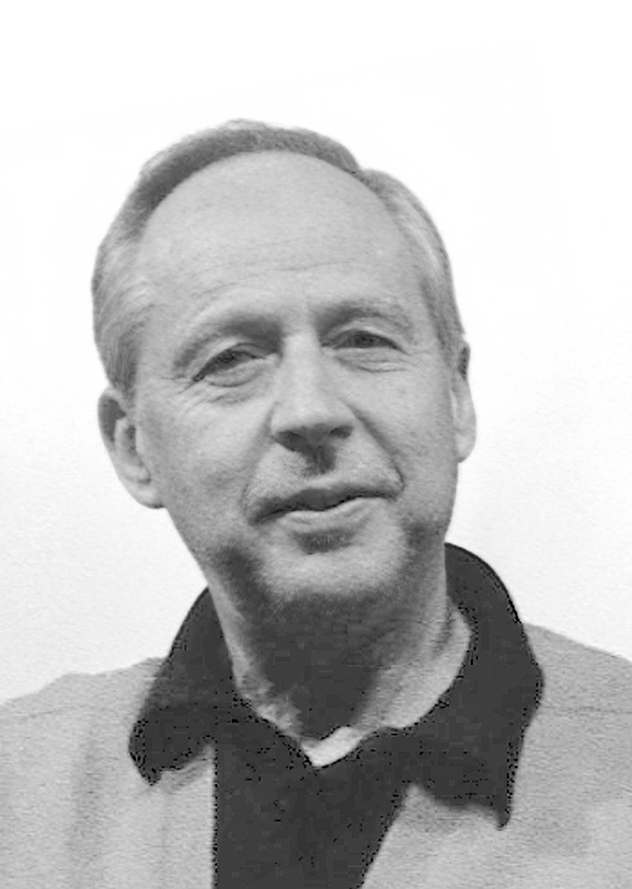
Marcel Landowski, 1985

Marcel Landowski (* 18. Februar 1915 in Pont-l’Abbé; † 23. Dezember 1999 in Paris) war ein französischer Komponist und Kulturpolitiker. Sein Vater war der seinerzeit weltbekannte Bildhauer Paul Landowski, dessen Mutter eine Nachfahrin des Geigers und Komponisten Henri Vieuxtemps.

## Leben
Landowski, der sehr früh große musikalische Begabung zeigte, studierte in Paris Klavier bei Marguerite Long, dann Komposition am Conservatoire de Paris. Bei Pierre Monteux, der seine ersten Werke aufführte, nahm er dazu Unterricht im Dirigieren.
Ab 1962 bekleidete Landowski, der seit Ende der 1940er Jahre innerhalb Frankreichs als einer der bedeutendsten lebenden Komponisten galt, immer wichtigere kulturpolitische Posten im musikalischen Bereich, die ihm von André Malraux, dem Kulturminister Charles de Gaulles verschafft wurden. 1975 erfolgte seine Wahl in die Académie des Beaux-Arts. Effektiv hat Landowski fast zwanzig Jahre lang (bis zur Machtübernahme der Linken unter François Mitterrand, 1981) einen entscheidenden Einfluss auf die Organisation von klassischen Musikfestivals, Verwaltung von Orchestern und, an erster Stelle, musikalische Ausbildung in Frankreich ausgeübt, wobei er sich bei den linksgerichteten und progressiv eingestellten Kollegen allerdings eher unbeliebt machte. Am notorischsten wurde der vielkommentierte Eklat mit Pierre Boulez.
Landowski schrieb unter anderem fünf Sinfonien, die politisch und philosophisch von einem rechtskonservativen Standpunkt ausgehenden Opern Le Rire de Nils Halerius, Le Fou, Montségur und 1996 für Galina Pawlowna Wischnewskaja Galina sowie konzertante Werke, u. a. für Ondes Martenot und für Cello, letztere als Zeichen der Freundschaft für Mstislaw Leopoldowitsch Rostropowitsch, den Gatten besagter „Galina“.
Ab den 1940er Jahren arbeitete Landowski auch für den Film, er komponierte die Filmmusik für mehr als 50 Spielfilme und Fernsehproduktionen.
Landowski praktizierte eine musikalisch gemäßigt moderne, rhythmisch ausgeklügelte Sprache im Stile seiner Vorbilder Arthur Honegger und Darius Milhaud.
1993 wurde er als assoziiertes Mitglied in die Académie royale des Sciences, des Lettres et des Beaux-Arts de Belgique (Classe des Beaux-Arts) aufgenommen.
Landowski hatte drei Kinder, die Musikerin und Sängerin Manon Landowski, den Architekten Marc Landowski sowie Anne Landowski, Direktorin für Musik- und Tanz im Ministerium für Kultur.

## Filmografie (Auswahl)
- 1947: L’homme traqué
- 1947: Quartier chinois
- 1947: Les beaux jours du roi Murat
- 1947: Mandrin
- 1948: Le secret de Monte-Cristo
- 1949: Einsamer Sonntag (Sombre Dimanche)
- 1949: Gigi
- 1950: Chéri
- 1950: La rue sans loi
- 1951: La passante
- 1952: Das Leben Jesu (La vie de Jésus)
- 1954: Gamin de Paris
- 1954: Crime au Concert Mayol
- 1955: Boulevard du crime
- 1956: Kennwort Sarah (Alerte au deuxième bureau)
- 1957: Der Sarg kam per Post (Les violents)
- 1957: Spionagering DL (Deuxième bureau contre inconnu)
- 1958: Rapt au deuxième bureau
- 1959: Minute papillon
- 1960: Das Haus der 1000 Fenster (La 1000ème fenêtre)
- 1960: Reporter, Mord und Mannequins (La dragée haute)
- 1961: Jungfrauen von Rom (Le vergini di Roma)
- 1962: Candide (Fernsehfilm)